# Lobogyniella
Lobogyniella – rodzaj roztoczy z kohorty żukowców i rodziny Diplogyniidae.
Rodzaj ten został opisany w 1958 roku przez Geralda W. Krantza. Gatunkiem typowym wyznaczono Lobogyniella tragardhi.
Żukowce te mają na tarczce piersiowej 3 pary szczecin, z których dwie ostaTnie pary umieszczone są poza jej tylną krawędzią. Wolna tarczka metasternalna opatrzona jest parą szczecin i porów. Perytremy nie sięgają za biodra drugiej pary odnóży. Tarczki latigynialne wyposażone w 1 parę szczecin i porów każda. Tarczka mesogynialna wolna od wentralnej. Tarczka wentrianalna wąsko rozdziela tarczki marginalne.
Należą tu gatunki:
- Lobogyniella harrynahmani Seeman, 2012
- Lobogyniella tragardhi Krantz, 1958